# Mont Korab
Le mont Korab est un massif abritant le point culminant de l'Albanie et de la Macédoine du Nord. Son altitude est de 2 764 mètres au Grand Korab, point culminant du massif.
Il est prolongé avec les monts Šar, qui s'étendent à l'ouest jusqu'au Kosovo.

## Géographie

### Topographie

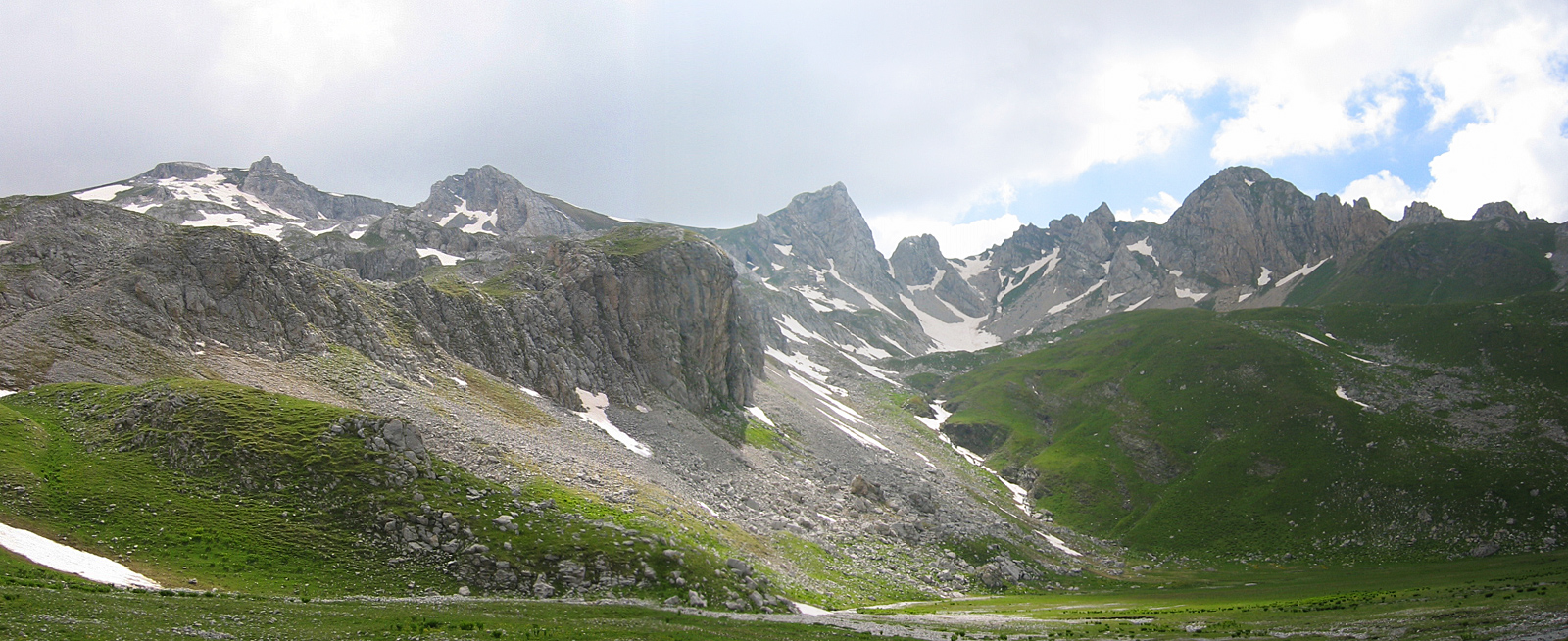
La chaîne du mont Korab depuis la plaine de Panair. Le Grand Korab est à gauche.

Les reliefs du mont Korab s'étendent sur 40 km du nord au sud entre le fleuve Drin et son affluent Radika.
Plusieurs sommets dépassent les 2 000 mètres :
- Grand Korab (2 764 m selon de récentes mesures) ;
- Kepi Bar (2 595 m) ;
- Mala Korapska Vrata (2 425 m, selon d'anciens relevés) ;
- Kabas (2 395 m) ;
- Ciganski Premin (2 295 m) ;
- Ploca (2 235 m) ;
- Visoka Karpa (2 090 m).

### Géologie
La géologie de la zone se caractérise majoritairement par du calcaire et du schiste du Paléozoïque, ainsi que des blocs de gypse du Permo-Trias.

### Climat
Du fait de l'altitude élevée des sommets (à partir de 2 000 m), le climat est alpin, avec des névés pouvant subsister toute l'année.

### Faune et flore
On y retrouve une flore alpine[précision nécessaire].